# Бида, Олимпия
Оли́мпия Би́да  (укр. Олімпія Біда, 1903 — 23 января 1952) — блаженная Украинской грекокатолической церкви, монахиня, мученица.

## Биография
Ольга Бида родилась в 1903 году в селе Цеблов (современная Львовская область, Украина). В раннем возрасте вступила в монастырь монашеской конгрегации «Сёстры святого Иосифа», приняв имя Олимпия. В 1938 году Олимпия Бида была переведена в монастырь селения Хыров, где она стала настоятельницей. В 1950 году Олимпия Бида была арестована НКВД и отправлена в Борислав, после чего её отправили в Томск, затем — в лагерь, находящийся возле Харска, Томская область. Олимпия Бида умерла в лагере 23 января 1952 года из-за нечеловеческих условий заключения.

## Прославление
Олимпия Бида была беатифицирована 26 июня 2001 года Римским папой Иоанном Павлом II.